# Приютне (Пологівський район)
Прию́тне — село в Україні, у Малинівській сільській громаді Пологівського району Запорізької області. Населення становить 522 осіб (2001). 

## Географія
Село Приютне розташоване за 147 км від обласного центру, 71 км від районного центру та 46 км від міста Гуляйполе. Найближчі сусідні села: Ремівка (3 км) та Левадне (5 км). Відстань до найближчої залізничної станції Гуляйполе — 52 км. Селом тече пересихаючий струмок із загатою.

## Історія
Село засноване у 1842 році євреями-переселенцями з Вітебської та Могильовської губерній.
З 7 березня 1923 року перебувало у складі Гуляйпільського району.
До 2018 року орган місцевого самоврядування — Приютненська сільська рада.
12 червня 2020 року, відповідно до розпорядження Кабінету Міністрів України від № 713-р «Про визначення адміністративних центрів та затвердження територій територіальних громад Запорізької області», село увійшло до складу Малинівської сільської громади.
19 липня 2020 року, в ході адміністративно-територіальної реформи та ліквідації Гуляйпільського району, село увійшло до складу Пологівського району.
З березня 2022 року село окуповане ЗС РФ.
22 червня 2023 року рішенням Національної комісії зі стандартів державної мови віднесено до списку населених пунктів, які «можуть не відповідати лексичним нормам української мови», зокрема стосуватися «російської імперської чи колоніальної політики». Громаді рекомендовано запропонувати нову назву в установленому законодавством порядку.

## Населення
Відповідно з переписом УРСР 1989 року чисельність наявного населення села становила 485 осіб, з яких 220 чоловіків та 265 жінок.
За переписом населення України 2001 року в селі мешкали 522 особи.

## Мова
Розподіл населення за рідною мовою за даними перепису 2001 року:
| Мова       | Відсоток |
| ---------- | -------- |
| українська | 94,11 %  |
| російська  | 5,89 %   |

## Економіка
- ТОВ «Приютне».

## Об'єкти соціальної сфери
- Середня загальносвітня школа.
- Дитячий дошкільний навчальний заклад.
- Будинок культури.
- Амбулаторія.